# Uniforme de la selección de fútbol de Ucrania
El 29 de marzo de 2010, Ucrania presentó su nuevo uniforme de Adidas. Este reemplazó el anterior con una base amarilla y las tradicionales tres rayas de Adidas con una faja de serpiente que se utilizó en 2009. Antes del 5 de febrero de 2009, Ucrania llevaba equipaciones de la firma italiana Lotto. Desde 2009, el uniforme del equipo fue producida por la empresa alemana Adidas, que tenía un contrato con el equipo ucraniano hasta el 31 de diciembre de 2016. Desde 2017, la compañía española Joma se encarga de la ropa oficial del equipo ucraniano.
| Periodo       | Firma deportiva |
| ------------- | --------------- |
| 1992-1996     | Umbro           |
| 1997-2002     | Puma            |
| 2002-2008     | Lotto           |
| 2009-2017     | Adidas          |
| 2017-presente | Joma            |

## Evolución del uniforme
Local
| 1992-1994 | 1994-1998 | 1998-2000 | 2000-2002 | 2002-2004 |

| 2004 | 2005 | 2006-2008 | 2007 (Nunca utilizado) | 2008 |

| 2009-2010 | 2010-2011 | 2012-2013 | 2014-2015 | 2016-2017 |

| 2017-2018 | 2018-2020 | 2020-2021 | 2021-Actual |  |

Visitante
| 1998-1999 | 1999-2001 | 2002-2003 | 2004 | 2005 |

| 2006-2008 | 2007 (Nunca utilizado) | 2008 | 2009 | 2010-2012 |

| 2012-2014 | 2014-2016 | 2016 | 2017-2018 | 2018-2020 |

| 2020-2021 | 2021-Actual |

Tercera
|  | 2018–19 | 2020–21 | 2021-Actual |

Portero
| 1998 | 1998 | 1998 | 2000 | 2000 |

| 2006 | 2006 | 2006 | 2009 | 2009 |

| 2009 | 2010 | 2010 | 2010 | 2011 |

| 2011 | 2011 | 2012 | 2012 | 2012 |

| 2013 | 2013 | 2014 | 2014 | 2014 |

| 2015 | 2015 | 2015 | 2016 | 2016 |

| 2016 | 2017 | 2017 | 2017 | 2018 |

| 2018 | 2018 | 2021 | 2021 |